# Tarpno (Grudziądz)
Tarpno (niem. Tarpen) – dzielnica Grudziądza, usytuowana w północnej części miasta.
Dzielnica powstała z połączenia Małego Tarpna (w granicach miasta od 15 marca 1934) oraz Wielkiego Tarpna (w granicach miasta od 2 lipca 1976).

## Położenie
Tarpno graniczy od północy z obszarem gminy Grudziądz, od wschodu z Owczarkami, od południa z Kuntersztynem i Tuszewem, a od zachodu z Śródmieściem i Nadbrzeżem Wiślanym.

## Podział na osiedla
Dzielnica składa się z następujących osiedli mieszkaniowych:
- Osiedle Tarpno (na zachód od Śródmieścia)
- Osiedle Tarpno Drugie (dawniej osiedle 900-lecia, umowna granica to ul. Karabinierów, Poniatowskiego i Mieszka)
- Nowe Tarpno (ul. Milczewskiego-Bruna i Stachury)
- Osiedle przy Basenie (przy ul. Kruszelnickiego)[2]
- Małe Tarpno (wzdłuż ul. Paderewskiego)
- Wielkie Tarpno (ul. Paderewskiego, ul. Jana Pawła II, Droga Graniczna oraz okolice jeziora Tarpno)
- Franciszkowo (ul. Lipowa, Waryńskiego, Droga Graniczna i Kurpiowska)
- Osada Tarpno (ul. Waryńskiego, ul. Doktora Jana Zagierskiego, ul. Doktorów Rodziewiczów i ul. Doktora Jana Zająca)[3]

## Nazwa
Pochodzenie nazwy Tarpno nie jest znane. Pierwsza wzmianka o wsi Tarpen lub Tarppin pochodzi z 1414 roku z rejestru szkód w krzyżackiej „Księdze strat” w tzw. „wojnie głodowej”.
Nazwa miejscowości na przestrzeni lat miała różne brzmienie, np. Terpno, Tarpin, Tarppen. W 1565 roku w nazewnictwie polskim pojawiła się nazwa Tarpno, zaś w nim wyodrębniono Folwark Tarpno (niem. Gut Tarpen), do którego należała w późniejszych latach „Karczma pod Dębem” (niem. „Eichenkranz”), Wielkie Tarpno-wieś (niem. Gross Tarpen) oraz w 1801 roku Małe Tarpno (niem. Klein Tarpen), będące północnym przedmieściem Grudziądza.

## Historia

### Wielkie Tarpno
W 1414 roku w krzyżackiej „Księdze strat” szkodę w Wielkim Tarpnie oceniono na 200 grzywien, ale otrzymano tylko 50 grzywien. W 1438 roku wieś chłopska w Wielkim Tarpnie obejmowała 20 włókien, a chłopi płacili 15 szkojców czynszu od włóki. Po przejęciu Folwarku Tarpno w 1466 r. przez starostów grudziądzkich, na przełomie XV i XVI wieku wieś podupadła.
Z 1565 roku pochodzi wzmianka o założeniu w Folwarku Tarpnie nowego folwarku oraz ziemi jeszcze nie obsadzonej przez zagrodników. Za czasów starosty Jana Zborowskiego rozwinęła się tutaj hodowla owiec, która liczyła około 1000 sztuk. W „Inwentarzu starostwa” z 1603 r. zapisano, ze istniał tutaj spichlerz, 2 stodoły, 2 szopy, 4 chałupy ogrodnicze, owczarnia oraz dom niemały z kominem murowanym dla urzędnika i czeladzi. Podczas wojny szwedzkiej folwark zostaje zrujnowany tak, że musiano go odnowić. 
W 1620 roku zostaje wybudowany drewniany kościółek św. Krzyża, ufundowany przez Jakuba Szczepańskiego – starostę grudziądzkiego i podkomorzego chełmińskiego. Był kościołem filialnym fary grudziądzkiej. Kościół ten miał długość 23 łokcie i szerokość 15 łokci. Ołtarz był bogato złocony i posiadał 3 konfesjonały.
W inwentarzu z 1739 wzmiankowana jest karczma i nowy dom dla owczarza. Do folwarku przylegały dwa lasy, a pilnowało dwóch leśniczych.
W okresie Konfederacji Barskiej, podczas uroczystości odpustowych 14 września 1769 w wyniku napaści huzarów pruskich pod dowództwem Sternberga, którzy przybyli z Prabut w celu werbowania ochotników do wojska, 20 osób zostało zabitych lub ciężko rannych, a świątynia została sprofanowana. Mimo powołania polsko-pruskiej komisji sprawcy nie ponieśli odpowiedzialności. 
Po I rozbiorze Polski folwarkiem zarządzał August Stanisław Golz. W tym samym czasie został odnowiony Kościół św. Krzyża. W 1797 roku król Fryderyk Wilhelm II nadał posiadłość tarpińską prezesowi regencyjnemu Schroetterowi za 435 talarów i 35 groszy czynszu. Rok później nowym właścicielem folwarku w Wielkim Tarpnie zostaje Szczepan Klawiter, następnie Marcin Sommerfeld.
Po pokoju toruńskim w 1807 roku granica Prus z Księstwem Warszawskim biegła wzdłuż Osy i Trynki, tak, że prawobrzeżna ziemia należała do Prus a lewobrzeżna do Królestwa. W 1808 roku Kościół św. Krzyża uległ profanacji w czasie wojen napoleońskich. W 1820 roku właścicielem folwarku zostaje Franz August Müller. W 1829 roku Kościół św. Krzyża z uwagi na zły stan zachowania zostaje rozebrany, a jego wyposażenie przekazane do kościoła św. Mikołaja. Ówczesny dzierżawca majątku Wielkiego Tarpna Holder Egger za ruiny zapłacił 6 talarów. W 1839 ogrodzono cmentarz i wystawiono na pamiątkę kościoła małą kapliczkę, która nie zachowała się do dziś. W 1885 roku folwark zamieszkiwało 140 mieszkańców, trudniących się hodowlą owiec na tucz, oraz sprzedażą mleka, a we wsi było 161 osób. Wieś zajmowała 138 ha. W następnych latach liczba ludności Wielkiego Tarpna malała.
W 1930 majątek (około 180 ha i jezioro) w Wielkim Tarpnie otrzymała Państwowa Średnia Szkoła Hodowlano-Rolnicza w użytkowanie. Rok później Wielkie Tarpno wraz z folwarkiem liczyło 339 mieszkańców i posiadało 504,9 ha. Sołtysem wsi był Ignacy Kozicki.
2 lipca 1976 Wielkie Tarpno oraz Owczarki zostały przyłączone do granic administracyjnych miasta.
W 2018 roku przy ul. Waryńskiego wybudowano Osadę Tarpno – osiedle nowoczesnych domów szeregowych.

### Małe Tarpno
Ożywienie gospodarcze Grudziądza na przełomie XVIII i XIX wieku oraz budowa cytadeli i obiektów administracji pruskiej, spowodowała napływ tysięcy robotników z głębi Niemiec. W związku z tym w 1801 roku na północ od miasta, w niedalekiej odległości od cytadeli podjęto decyzję o wyznaczeniu działek na budowę domów. Teren ten nazwano Małym Tarpnem i obejmował od zachodu tzw. Piaskowe Góry (część Kępy Fortecznej), od wschodu Kanał Trynka, od południa – drogę do Nowej Wsi, a od północy – drogę do Świerkocina.
W 1868 Małe Tarpno liczyło 834 mieszkańców, a w roku 1885 obejmowało 39 hektarów, 86 domów i 929 mieszkańców. 12 maja 1899 roku do Małego Tarpna dotarła pierwsza linia tramwajowa, łącząca je ze śródmieściem Grudziądza i dworcem kolejowym.
Wobec dużego napływu ludności polskiej po I wojnie światowej zachodziła konieczność wybudowania nowego obiektu sakralnego. W 1921 zakupiono restaurację „Concordia” z bardzo wielką salą i ogrodem od właściciela – pana Karnata za sumę 14 000 000 marek polskich i przystąpiono do przebudowy. Prace wykonywał budowniczy M. Olkowski z Grudziądza. Dnia 1 października 1922 roku dokonano poświęcenia kaplicy przez ks. prałata Dembka z parafii św. Mikołaja z Grudziądza. Po przebudowie według projektu inż. Jaszkowskiego z Torunia, kościół zostaje poświęcony 23 grudnia 1923. Kościół pw. Najświętszego Serca Pana Jezusa stanowił tzw. kurację (filię) fary.
15 marca 1934 roku Małe Tarpno oraz północna część Tuszewa zostają włączone w granice administracyjne Grudziądza. Powierzchnia miasta wynosiła wtedy 28,31 km². 1 lipca tego samego roku tutejszy kościół erygowano jako samodzielną parafię. Proboszczem zostaje ks. Jan von Blericq. 18 lutego 1940 w Małym Tarpnie urodził się Ryszard Milczewski-Bruno – poeta, laureat wielu nagród.
W czasie działań wojennych w 1945 roku kościół został doszczętnie spalony. W latach 1946–1948 odbudowano go od nowa dzięki zaangażowaniu urzędującego wiele lat po wojnie ks. proboszcza Leona Kuchty.
W latach 1964–1969 na dawnym poligonie wzniesiono osiedle 900-lecia (nazwa nawiązująca do rocznicy pierwszej wzmianki historycznej o Grudziądzu) złożone z typowych bloków z wielkiej płyty, obliczone na 3500 mieszkańców (obecnie osiedle Tarpno Drugie). W 1977 roku na osiedlu Tarpno Drugie wybudowano pętlę tramwajową, a w 1981 przedłużono linię nr 2, zapewniającą połączenie północnej części miasta z południową.
W latach 2005–2017 wybudowano osiedle Nowe Tarpno na przestrzeni między ulicami Legionów, Powstańców Wielkopolskich, Kruszelnickiego a Kanałem Trynka.

## Komunikacja miejska
W Tarpnie umiejscowione są trzy pętle komunikacyjne: jedna tramwajowo-autobusowa dla tramwajów linii numer 2 i autobusów linii nr 10; dwie autobusowe – przy ulicy Poniatowskiego dla linii numer: 12, 18, 19, 22, N oraz pętla przy ulicy Lipowej dla linii numer: 4 i 15. Przez dzielnicę przejeżdżają także autobusy linii 3.

## Ważniejsze obiekty i obszary

### Wielkie Tarpno
- Pomorska Strefa Ekonomiczna
- Zespół Szkół Rolniczych im. Władysława Grabskiego
- Majątek Wielkie Tarpno
- Jezioro Tarpno
- Fort Dąb przy ul. Makowej
- Cmentarz Parafialny
- Kanał Trynka

### Małe Tarpno

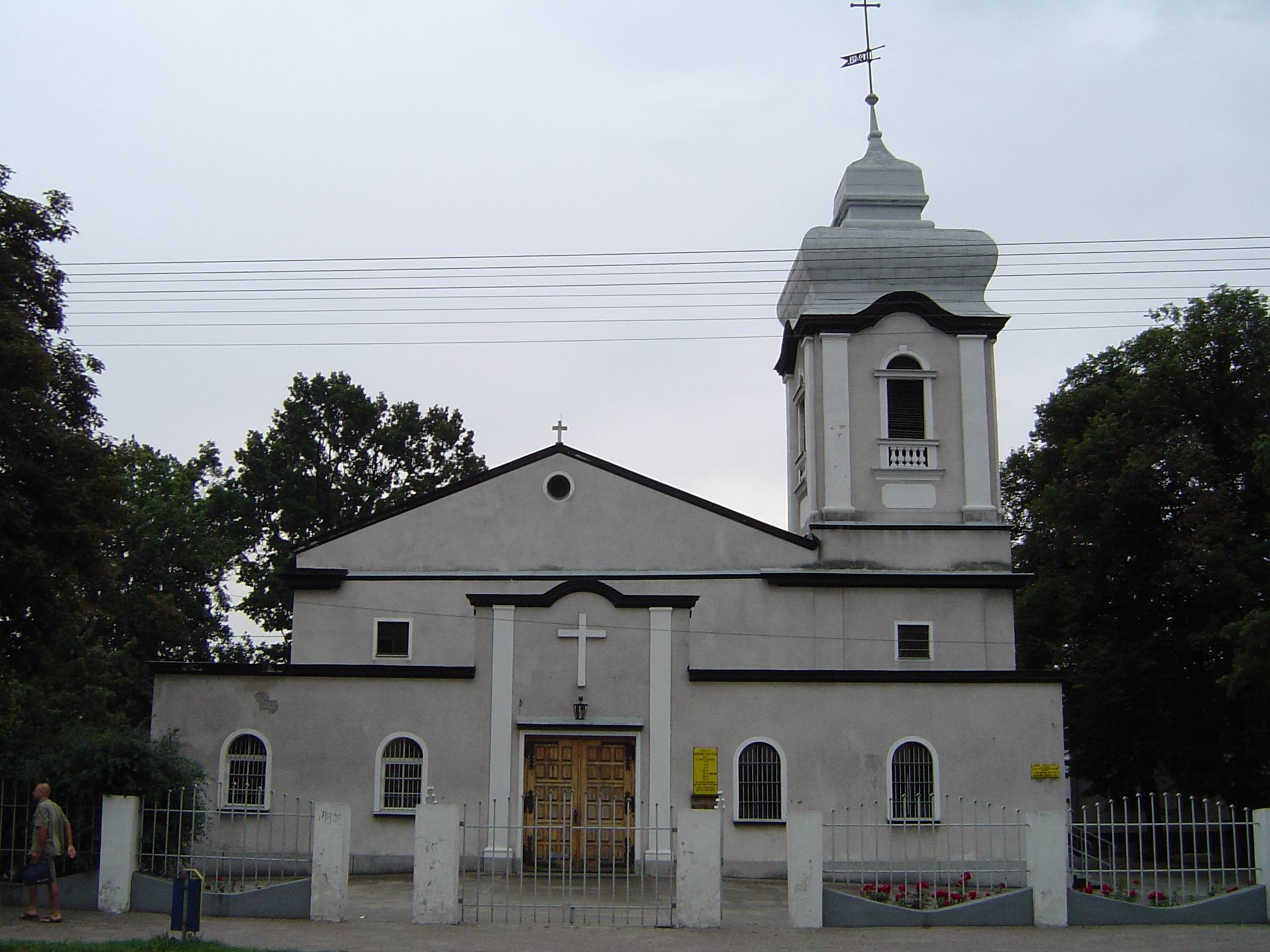
Kościół pw. Najświętszego Serca Pana Jezusa i św. Ojca Pio
- Szkoła Podstawowa nr 18 im. Bohaterów Westerplatte
- Jaskinia Klonowa[14]
- Kępa Forteczna[14]
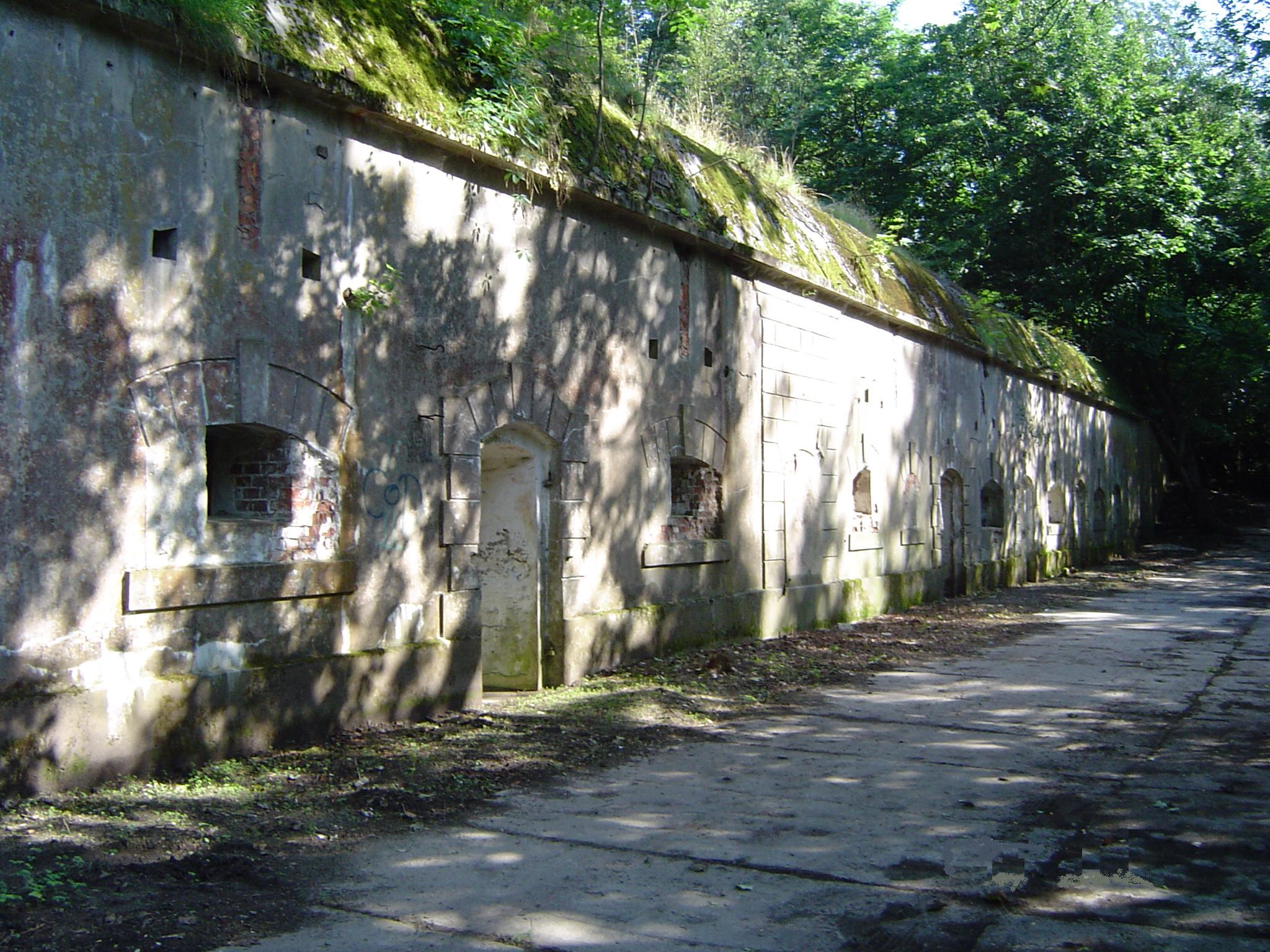
Fort Tarpno przy ul. Klonowej
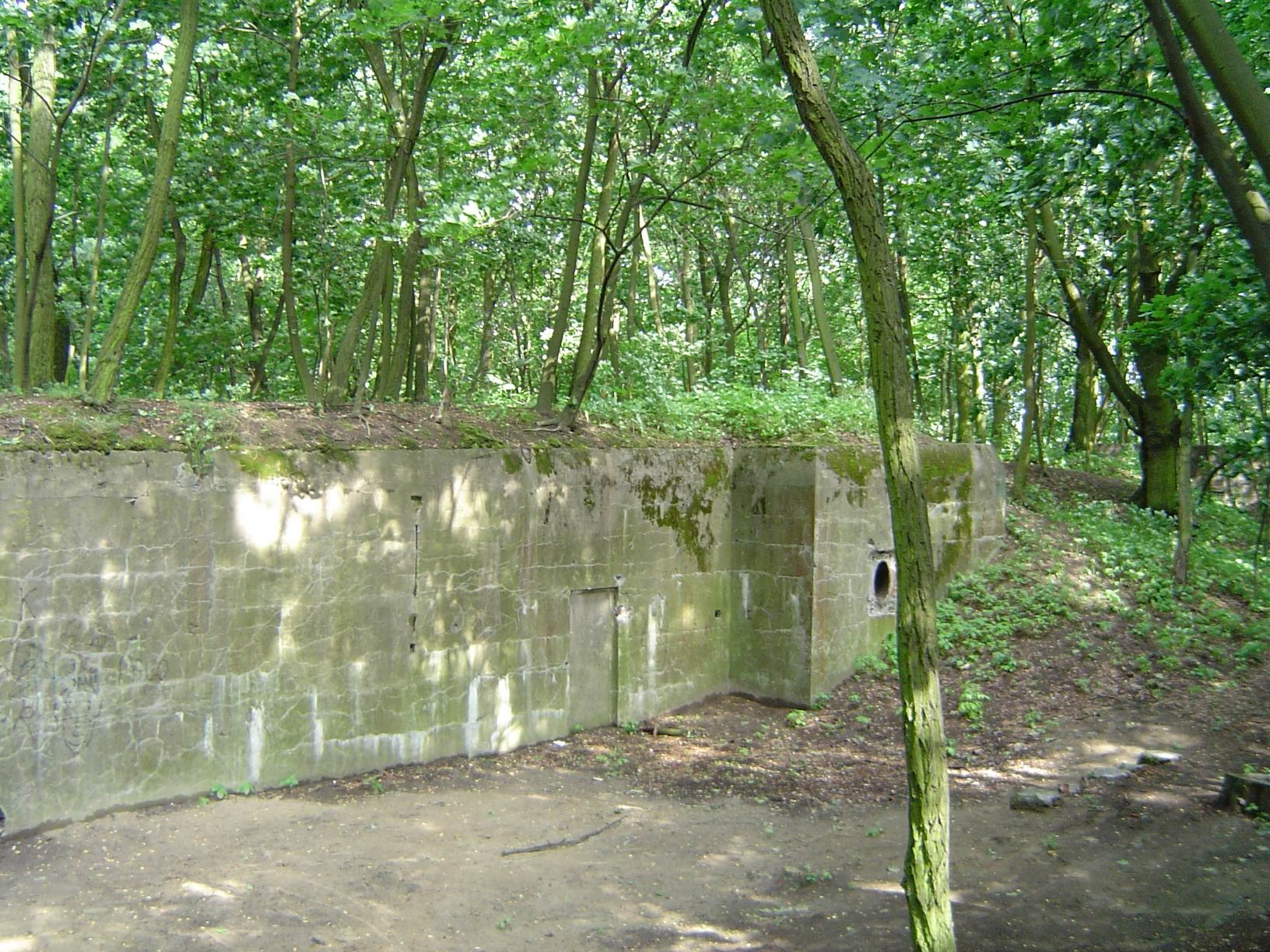
Fort Dąb

- Pętla "Tarpno"
- Kanał Trynka

- Kościół pw. Najświętszego Serca Pana Jezusa i św. Ojca Pio
- Fort Tarpno
- Fort Dąb